# Kazimierz Lisiecki
Kazimierz Lisiecki , ông sinh ngày 9 tháng 2 năm 1902 tại Żbików (nay là quận Pruszków ), mất ngày 8 tháng 12 năm 1976 tại Warsaw. Ông là nhà giáo dục và nhà hoạt động xã hội người Ba Lan. Ông tiên phong về phương pháp sư phạm chăm sóc đặc biệt và là người tạo ra xu hướng mới trong hệ thống chăm sóc ở Ba Lan. 

## Cuộc đời và sự nghiệp
Ông tốt nghiệp tại một trường trung học cơ sở ở Warsaw. Vì hoàn cảnh mồ côi sớm và không nơi nương tựa, ông phải sống trong ký túc xá. Thực tế điều này ảnh hưởng không nhỏ đến việc định hình mô hình chăm sóc của ông trong thời gian sau đó. Ông là một cộng sự của Czesław Babicki. Sau đó, ông đăng ký vào Cao đẳng Sư phạm của Đại học Ba Lan Tự do và tốt nghiệp vào năm 1923. Sau khi tốt nghiệp, ông hoàn thành chương trình học của mình với một khóa học dành cho các nhà giáo dục tại Bộ Phúc lợi xã hội vào năm 1925. 
Năm 1928, ông được Công đoàn các nhà giáo dục của các cơ sở giáo dục Ba Lan - trong đó ông là phó chủ tịch - cử làm đại diện tại Đại hội Quốc tế về Chăm sóc Trẻ em ở Paris. Lisiecki sau đó cũng tìm hiểu về công việc của các tổ chức giáo dục ở Anh, Áo, Pháp và Đức. Nhận ra khái niệm của riêng mình vào năm 1928, Lisiecki, được hỗ trợ bởi một nhóm cộng sự, đã thành lập Hội những người bạn của trẻ em đường phố và giới thiệu một hình thức giáo dục hoàn toàn mới - Ognisko. 
Trong Chiến tranh thế giới thứ hai dưới sự chiếm đóng của Đức ở Warsaw, Kazimierz Lisiecki tiếp tục hoạt động giảng dạy và giáo dục của mình. Trong số các Hội Ognisko trước chiến tranh, chỉ có những Hội ở ul. Długa 13 và Środkowa 9 ở Warsaw. Trong cuộc nổi dậy Warsaw, Hội đã trải qua những khoảnh khắc bi thảm. Lisiecki thành lập "Quân đoàn học thuật" cho mục đích nổi dậy, ông thu hút sinh viên từ khắp Ba Lan. Trong số 350 thành viên của Hội, ước tính chỉ có khoảng 20 người sống sót. Sau khi cuộc nổi dậy sụp đổ, ông và các học trò của mình được đưa đến làng Giełzów ở tỉnh Kielce , nơi đây "Hội Ognisko lưu vong" hoạt động cho đến tháng 3 năm 1945. 

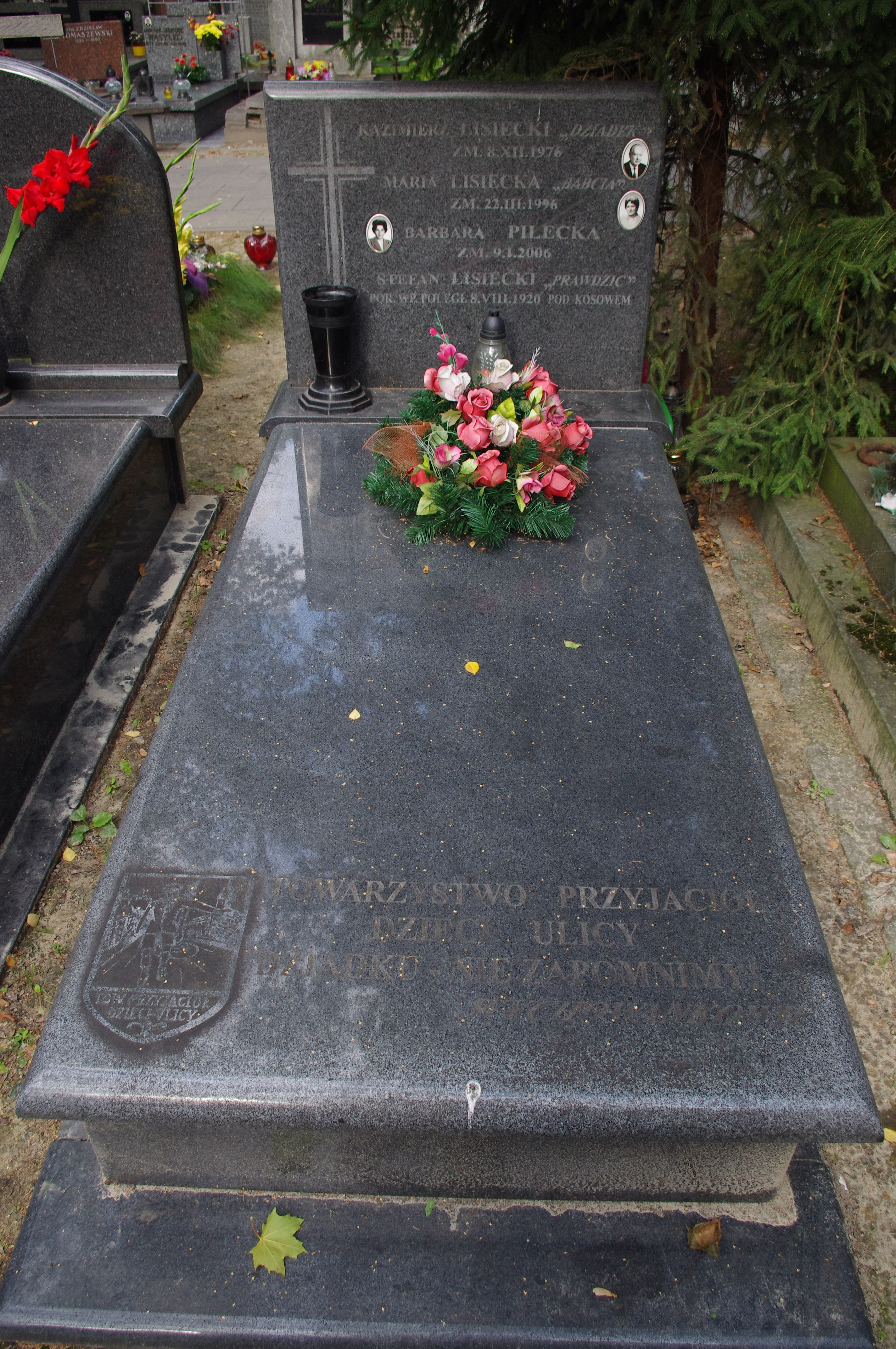
Phần mộ của thầy giáo Kazimierz và vợ, bà Maria Lisiecki tại Nghĩa trang quân đội Powązki

Kazimierz Lisiecki nghỉ hưu năm 1971. Ông mất năm 1976. Ông được chôn cất tại Nghĩa trang Quân đội Powązki ở Warsaw.  
Vào tháng 12 năm 2000, Gazeta Wyborcza đã công bố một cuộc bầu chọn toàn thể về người Varsovian vĩ đại nhất của thế kỷ 20. Trong cuộc bình chọn này, Kazimierz Lisiecki đứng thứ 5 sau Stefan Starzyński , Jerzy Waldorff , Stefan Wiechecki "Wiech" và Krzysztof Kamil Baczyński .